# Ángostura (kommun)
Angostura är en kommun i Mexiko.   Den ligger i delstaten Sinaloa, i den västra delen av landet, 1 100 km nordväst om huvudstaden Mexico City. Antalet invånare är 47 207. Arean är 1 448 kvadratkilometer.
Terrängen i Angostura är platt västerut, men österut är den kuperad.
Följande samhällen finns i Angostura:
- La Reforma
- Angostura
- Colonia Agrícola México
- Alhuey
- Batury
- Playa Colorada
- Estación Acatita
- Campo el General
- 18 de Diciembre
- Valentín Gómez Farías
- Bruno Beltrán García
- Batamotos
- Protomártir de Sinaloa
- El Llano
- El Nuevo Ostional
- Nacozari
- Doce de Octubre
- La Colorada
- Cerro Segundo
- El Batallón
- Las Infamias
- Tobery